# Хрещений батько Гринвіч-Вілледж
Хрещений батько Гринвіч-Вілледж (англ. The Pope of Greenwich Village) — американська комедія 1984 року.

## Сюжет
Чарлі і його кузен Полі, який вічно створює проблеми, вирішують вкрасти 150 000 доларів, для того, щоб підтримати «виграшного» коня на перегонах, про якого у Полі є секретна інформація. Наслідки грабежу створюють для них серйозну проблему з місцевим босом мафії і корумпованими поліцейськими Нью-Йорка.

## У ролях
| Актор            | Роль         |
| ---------------- | ------------ |
| Ерік Робертс     | Полі         |
| Міккі Рурк       | Чарлі        |
| Деріл Ханна      | Діана        |
| Джеральдін Пейдж | місіс Ріттер |
| Кеннет Макміллан | Барні        |
| Тоні Мусанте     | Піт          |
| М. Еммет Волш    | Бернс        |
| Берт Янг         | Бед Баг Едді |
| Джек Кехо        | Банкі        |
| Філіп Боско      | батько Полі  |
| Джон Фінн        | Гінті        |
| Таліса Сото      | танцівниця   |